# Compsoctena autoderma
Compsoctena autoderma är en fjärilsart som beskrevs av Edward Meyrick 1914. Compsoctena autoderma ingår i släktet Compsoctena och familjen Eriocottidae. Inga underarter finns listade i Catalogue of Life.